# Охримович, Ксенофонт
Ксенофо́нт Охримо́вич (укр. Ксенофонт Охримович; 1848, Галич— 1916, Львов) — священник УГКЦ, член Галицкого краевого сейма IV, V, VI, VII и VIII созывов, русофил.
Деятель украинского движения в Галичине, депутат австрийского парламента и краевого сейма, бургомистр Дрогобыча, член многих украинских обществ. Прославился своим депутатством в галицком краевом сейме. Обучение начал в Тернополе в местной гимназии, затем переехал в Станиславов, где и получил среднее образование. Высшее образование получил, по одним данным, на философском факультете Львовского университета, по другим — на отделении общей филологии Венского университета. После учёбы в Кракове в Дрогобыче в мае 1871 начал трудовую деятельность в должности заместителя учителя местной гимназии.